# Barrio la Lima
Barrio la Lima är en ort i Mexiko.   Den ligger i kommunen San Pedro Pochutla och delstaten Oaxaca, i den sydöstra delen av landet, 500 km sydost om huvudstaden Mexico City. Barrio la Lima ligger 146 meter över havet och antalet invånare är 131.
Terrängen runt Barrio la Lima är varierad. Runt Barrio la Lima är det ganska tätbefolkat, med 86 invånare per kvadratkilometer. Närmaste större samhälle är San Pedro Pochutla, 1,5 km söder om Barrio la Lima. Omgivningarna runt Barrio la Lima är en mosaik av jordbruksmark och naturlig växtlighet.